# NGC 1353
NGC 1353 è una galassia a spirale barrata situata nella costellazione dell'Eridano, a una distanza di circa 67 milioni di anni luce dalla nostra Via Lattea.

## Scoperta
La galassia è stata scoperta il 9 dicembre 1784 dall'astronomo britannico di origine tedesca William Herschel.

## Descrizione

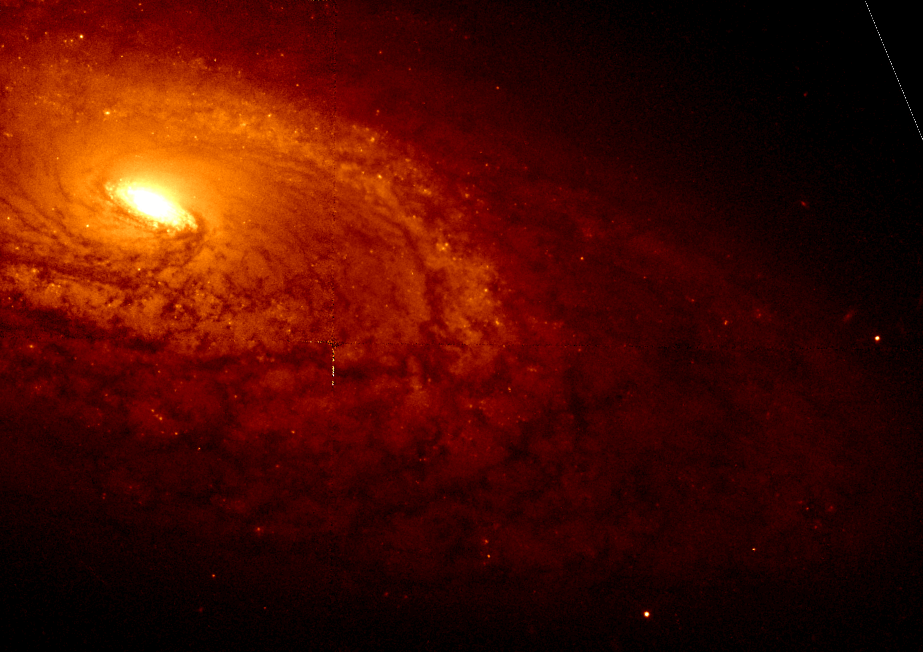
NGC 1353 ripresa dal Telescopio spaziale Hubble.

NGC 1353 ha una classe di luminosità II e presenta una larga riga a 21 cm dell'idrogeno neutro.
Nella galassia sono presenti anche regioni di idrogeno ionizzato.
Il database SIMBAD la classifica come galassia LINER, cioè una galassia il cui nucleo presenta uno spettro di emissione caratterizzato da larghe righe di atomi debolmente ionizzati.

## Gruppo di NGC 1395
NGC 1353 fa parte del Gruppo di NGC 1395, a sua volta incluso nel più vasto Ammasso di Eridano, e che comprende almeno 31 galassie, tra cui NGC 1315, NGC 1325, NGC 1331, NGC 1332, NGC 1347, NGC 1371, NGC 1377, NGC 1385, NGC 1395, NGC 1401, NGC 1414, NGC 1415, NGC 1422, NGC 1426, NGC 1438, NGC 1439, IC 1952, IC 1953 e IC 1962.